# Орловка (Альшеєвський район)
Орло́вка (рос. Орловка, башк. Орловка) — присілок у складі Альшеєвського району Башкортостану, Росія. Входить до складу Кизильської сільської ради.
Населення — 51 особа (2010; 59 в 2002).
Національний склад:
- росіяни — 61 %
- башкири — 35 %